# Essarts en Bocage
Essarts en Bocage è un comune francese del dipartimento della Vandea nella regione dei Paesi della Loira.
È stato creato il 1º gennaio 2016 dalla fusione dei preesistenti comuni di Boulogne, Les Essarts, L'Oie e Sainte-Florence.
Il capoluogo è la località di Les Essarts.